# Anacroneuria flavifrons
Anacroneuria flavifrons és una espècie d'insecte plecòpter pertanyent a la família dels pèrlids.

## Descripció
- Els adults presenten les membranes alars transparents amb la nervadura marró.
- Els mascles tenen ganxos moderadament forts i una llargada de les ales anteriors de 9 mm.
- Les femelles tenen la placa subgenital amb 4 lòbuls i una llargària de les ales anteriors d'11 mm.
- La nimfa no ha estat encara descrita.[5]

## Hàbitat
En el seu estadi immadur és aquàtic i viu a l'aigua dolça, mentre que com a adult és terrestre i volador.

## Distribució geogràfica
Es troba a Sud-amèrica: el Perú.